# Джалавян, Карен Агасиевич
Карен Агасиевич Джалавян (арм. Կարեն Աղասու Ջալավյան, род. 25 января, 1971 года) — армянский военнослужащий, полковник Армии обороны НКР, герой Арцаха. В народе более известен как командир «Кьеха» — командир легендарной воинской части «Ехникнер».

## Биография
Карен Джалавян с Первой карабахской войны и по сей день находится в ряду, был много раз ранен, и в результате своих умелых действий обеспечил стабильную оборону северного направления и выполнение задач стратегического значения. Под его командованием не только были взяты необходимые стратегические высоты, но и врагу нанесен довольно значительный ущерб. С учётом того, что противник в этом направлении использовал беспрецедентное количество личного состава, вооружения и военной техники, он был удостоен орденом «Золотой Орел» за свои подвиги перед отечеством.
9 ноября лидеры России, Армении и Азербайджана приняли совместное заявление, предполагающее прекращение боевых действий в Нагорном Карабахе с 10 ноября. После этого Карен Джалавян отказался покинуть свои позиции, часть которых должна быть передана Азербайджану по трёхстороннему соглашению. Отмечается, что Джавалян не стал насильно удерживать подчинённых, однако часть солдат осталась со своим командиром. Позднее Министерстве обороны НКР заявило, что состав воинской части «Ехникнер» продолжит нести боевое дежурство на своём участке.
«Карен — один из командиров, у которого блестящий боевой путь. Он, в дополнение к своему командирскому таланту, обладает способностью быть заботливым, прямым и честным человеком, свидетелями чего ежедневно становится общающийся с ним личный состав. Уверен, что именно твой врождённый талант военного деятеля в том числе сдерживает врага от того, чтобы прибегнуть к авантюризму, который приведёт его к катастрофическому концу. Желаю тебе крепкого здоровья, а Армянскому миру — долгосрочного мира»,- бывший секретарь Совета безопасности Республики НКР, Герой Арцаха генерал-лейтенант Аршавир Гарамян
В результате начала военной операции азербайджанскими военными в Арцахе, правительство последнего заявило о своей капитуляции. Карен Джавелян, отказался сложить оружие и вместе с отрядами остался в окрестностях Степанакерта. 28 Сентября он покинул Арцах и перебрался в Горис.

## Образование
ЕГУ

## Награды
В 2015 году по приказу Президента Армении Сержа Сагсяна Карен Джалавян награждён медалью «За заслуги перед отечеством» второй степени.
21 сентября 2016 года по приказу Президента Армении Сержа Саркисяна награждён медалью «Боевой Крест» первой степени.
1 октября 2020 года Указом Президента Республики НКР Араика Арутюняна Карену Джалавяну было присвоено высокое звание «Герой Арцаха», награжден орденом «Золотой орёл». Араик Арутюнян принял это решение с учетом личных подвигов Джалавяна, а также достижений руководимых им частей и того большого вклада, который он внёс в дело защиты Отечества. Президент НКР наградил Джалавяна на специальной церемонии, отправив радиосообщение военным в разных частях фронта.
«Я присвоил высшее звание „Герой Арцаха“ одному из наших легендарных полководцев Карену Джалавяну. Да здравствует Армянская армия! Да здравствует наш народ, у которого такие героические сыновья», — написал Араик Арутюнян.